# Ядлин, Амос
Амос Я́длин (ивр. עמוס ידלין‎; род. 20 ноября 1951, Хацерим, Израиль) — генерал-майор запаса Армии обороны Израиля, глава Управления разведки Генштаба Армии обороны Израиля с января 2006 по ноябрь 2010 года.
Глава Института исследования национальной безопасности (INSS) Тель-Авивского университета с ноября 2011 до мая 2021 года.

## Биография
Амос Ядлин родился в кибуце Хацерим на юге Израиля в 1951 году.
Отец Ядлина, Аарон Ядлин, был членом Кнессета от партии «Маарах» с 4-го по 9-й созыв и министром образования Израиля с 1974 по 1977 год, а в дальнейшем главой кибуцного движения «Ха-Тнуа ха-кибуцит ха-меухедет» («Такам»). Мать Ядлина, Ада, была дочерью Давида Ха-Коэна, одного из лидеров партии «МАПАЙ», члена Кнессета с 1-го по 6-й созыв.

### Военная карьера
В ноябре 1970 года Ядлин был призван на службу в Армии обороны Израиля и поступил на курсы лётчиков ВВС.
По окончании курса был распределён лётчиком штурмовика «A-4 Скайхок» в 102-ю эскадрилью. Лётчиком принял участие в Войне Судного дня в 1973 году.
Далее в 1973 году прошёл курс инструкторов полёта и вернулся на службу в 102-й эскадрилье.
В 1976 году был переведён в 144-ю эскадрилью и прошёл переквалификацию на пилотирование истребителя «Нешер», а затем был переведён в 253-ю эскадрилью), в которой пилотировал истребитель Mirage IIIC.
В 1978 году был назначен командиром отдела инструктажа 101-й эскадрильи, летавшей на истребителях «Кфир», а в 1979 году — командиром отдела перехвата 109-й эскадрильи).
В 1980 году вошёл в состав делегации израильских лётчиков, проходивших переквалификацию на пилотирование истребителя «F-16 Файтинг Фалкон» в США, и был назначен 2-м заместителем командира 117-й эскадрильи. В 1981 году стал 1-м заместителем командира 253-й эскадрильи.
7 июня 1981 года Ядлин участвовал в операции ВВС Израиля «Опера» по уничтожению ядерного реактора «Осирак» в Ираке. Первым из участвовавших в операции лётчиков сбросил бомбу на реактор.
В 1982 году участвовал в Ливанской войне, а в 1983 вышел в отпуск с целью учёбы в университете.
В 1985 году был назначен командиром 116-й эскадрильи штурмовиков «A-4N Скайхок». В 1987 году прошёл переквалификацию на пилотирование истребителя «F-15 Игл» и возглавил 106-ю эскадрилью). Ядлин был отстранён от командования эскадрильей по собственному желанию вследствие аварии в учебном воздушном бою, произошедшей по его вине 1 апреля 1988 года. В процессе учебного воздушного боя по возвращении с миссии вне пределов Израиля на истребителях «F-15 Игл» Ядлин, забывший перевести систему ракетного пуска в учебно-тренировочный режим, выпустил по ведомому им истребителю своего партнёра по миссии Шая Гилада ракету «воздух-воздух», попав в правый двигатель самолёта. Гиладу удалось потушить пожар в двигателе и совершить аварийную посадку, и назначен на должность главы отделения боевых учений в Управлении воздушных операций ВВС.
В 1989 году был назначен главой отделения планирования Департамента планирования и организации (ивр. תוא"ר‎) Управления штаба ВВС, а в апреле 1990 получил звание полковника и возглавил данный Департамент.
В июне 1993 года выехал на обучение в США, а в 1994 году был назначен командиром базы ВВС Неватим и главой администрации по развёртыванию ВВС на юге Израиля.
В 1995 году Ядлину было присвоено звание бригадного генерала, и он был назначен командиром базы ВВС Хацерим.
В 1998 году возглавил Разведывательное управление ВВС, а в 2000 году стал главой Управления штаба ВВС.
За всё время службы в ВВС Ядлин совершил 255 заданий на территории противника, и он имеет на своём счету более 4200 часов времени налёта.
В 2002 году Ядлин был повышен в звании до генерал-майора и назначен Командиром военных колледжей Армии обороны Израиля. В январе 2004 года сообщалось, что Ядлин, активно занимавшийся исследованием вопроса военной этики при борьбе с терроризмом, не менее двух раз лично находился на военных контрольно-пропускных пунктах, переодевшись обычным солдатом. Высказывание Ядлина на эту тему во время выступления с лекцией в Тель-Авивском университете, в котором Ядлин пренебрежительно высказался о качестве персонала, несущего службу на КПП, вызвало критику и вынудило Ядлина принести извинения через пресс-службу Армии обороны Израиля.
С августа 2004 по 2006 год был военным атташе Израиля в США.
В январе 2006 года Ядлин стал главой Управления разведки Генштаба армии, сменив на посту генерал-майора Аарона Зеэви-Фаркаша.
Исполнял данную должность в период Второй ливанской войны и в период операции «Литой свинец» в секторе Газа, а также занимался вопросами, связанными с сирийской и иранской ядерными программами. Исполнял данную должность до 22 ноября 2010 года.
По выходе в отпуск накануне выхода в запас Ядлин сотрудничал в статусе научного сотрудника (англ. research fellow) с Вашингтонским институтом по ближневосточной политике.

### После выхода в запас
20 ноября 2011 года Ядлин вступил на пост главы Института исследования национальной безопасности (INSS) Тель-Авивского университета. Исполнял эту должность до мая 2021 года.
В 2013 году Ядлин возглавил также некоммерческое партнёрство «Фидель», благотворительную организацию по поддержке эфиопских евреев в Израиле.
19 января 2015 года, накануне выборов в кнессет 20-го созыва, лидеры избирательного блока «Ха-махане ха-циони» Ицхак Герцог и Ципи Ливни объявили о своём намерении назначить Ядлина министром обороны Израиля в случае успехов их блока на выборах.

### Образование и личная жизнь
За время службы Ядлин получил степень бакалавра Университета имени Бен-Гуриона (в области экономики и делового администрирования) и степень магистра Гарвардского института государственного управления имени Джона Ф. Кеннеди (в области государственного управления).
Женат на Карен Ядлин, отец троих детей (дочери Ротем и Ори и сын Дан).

## Публикации
- אסא כשר, עמוס ידלין לחימה מוסרית בטרור בטחון לאומי 2-3 (2003) 5 (Аса Кашер, Амос Ядлин, «Моральная борьба с террором», Битахон леуми 2-3 (2003), с. 5). (иврит)
- Maj.-Gen. Amos Yadlin, Ethical Dilemmas in Fighting Terrorism (Генерал-майор Амос Ядлин, «Этические дилеммы при борьбе с терроризмом»), Jerusalem Issue Brief, vol. 4, No. 8 (25 Nov. 2004), Jerusalem Center for Public Affairs. (англ.)
- Asa Kasher, Amos Yadlin, Assassination and Preventive Killing (Аса Кашер, Амос Ядлин, «Ликвидация и превентивное убийство»), SAIS Review, Vol. 25, Nо. 1, Winter—Spring 2005, pp. 41–57.[17] (англ.)
- Asa Kasher, Amos Yadlin, Military Ethics of Fighting Terror: An Israeli Perspective («Военная этика борьбы с террором: израильская перспектива»), Journal of Military Ethics 4:1 (2005), pp. 3–32. (англ.)
- Asa Kasher, Amos Yadlin, Military Ethics of Fighting Terror: Principles (Аса Кашер, Амос Ядлин, «Военная этика борьбы с террором: принципы (недоступная ссылка)»), Philosophia (2006) 34:75-84. (англ.)
- אסא כשר, עמוס ידלין האתיקה הצבאית של הלחימה בטרור: עקרונות ונימוקים מאזני משפט ו (2007) 387—419 (Аса Кашер, Амос Ядлин, «Военная этика борьбы с террором: принципы и аргументы», Мозней мишпат 6 (2007), с. 387—419). (иврит)
- עמוס ידלין, אסא כשר מלחמה צודקת של מדינה דמוקרטית הארץ, 24.4.09 (Амос Ядлин и Аса Кашер, «Справедливая война демократического государства», «Га-Арец» (24.4.09)) (иврит)
- עמוס ידלין מנער לגבר: הקרב ששינה את חיי אלוף עמוס ידלין מעריב-אן-אר-ג'י, 27.9.09 (Амос Ядлин, «Из мальчика в мужчины: бой, изменивший жизнь генерал-майора Амоса Ядлина», «Маарив-NRG» (27.9.09)) (иврит)
- Amos Yadlin, Winds of Change in the Middle East: A View from Israel (Амос Ядлин, «Ветры перемен на Ближнем востоке: вид из Израиля»), Washington Institute for Near East Policy[англ.] (30 марта 2011) (также видеозапись презентации доклада) (англ.)
- Hisham Kassem, Amos Yadlin, and James Larocco, The Arab Spring: Implications for America and the Middle East (Хишам Кассем, Амос Ядлин и Джеймс Ларокко, «Арабская весна: последствия с точки зрения Америки и Ближнего востока (недоступная ссылка)»), Washington Institute for Near East Policy[англ.] (12—13 мая 2011) (также видеозапись презентации доклада) (англ.)
- Amos Yadlin, The Syria: The Case for 'The Devil We Don’t Know' (Амос Ядлин, «Сирия: о „дьяволе, которого мы ещё не знаем“»), Washington Institute for Near East Policy[англ.] (19 мая 2011) (англ.)
- Ghaith al-Omari, Amos Yadlin, David Makovsky, A summary of remarks to the study The Palestinian Bid for UN Membership: Rationale, Response, Repercussions (Гейт Аль-Омари, Амос Ядлин, Давид Маковски, Примечания к исследованию «Палестинское обращение за получением членства в ООН: обоснование, реакция, последствия»), Washington Institute for Near East Policy[англ.] (19 сентября 2011) (англ.)
- Amos Yadlin, Robert Satloff, How Not to Play Peacemaker (Амос Ядлин, Роберт Сатлофф, «Как не играть в миротворца»), Foreign Policy (21.9.11) (англ.)
- Amos Yadlin, Soner Çağaptay, Turkey and Israel need ‘earthquake diplomacy’ (Амос Ядлин, Сонер Чааптай, «Турции и Израилю необходима „дипломатия землетрясений“»), Hürriyet Daily News (28.10.11) (англ.)
- Amos Yadlin and Yoel Guzanksy, The Strait of Hormuz: Assessing and Neutralizing the Threat (Амос Ядлин и Йоэль Гужански, «Ормузский пролив: оценка и нейтрализация угрозы»), Strategic Assessment, Volume 14, No. 4 (январь 2012) (англ.)
- Amos Yadlin, Israel’s Last Chance to Strike Iran (Амос Ядлин, «Последний шанс Израиля нанести удар по Ирану»), The New York Times (29.2.12) (англ.)
- Amos Yadlin, Zaki Shalom, and Emily B. Landau, Between the «Zone of Immunity» and the «Zone of Trust»: US-Israel Relations in Light of Iran’s Continuing Nuclearization (Амос Ядлин, Заки Шалом, Эмили Б. Ландау, «Между „зоной неприкосновенности“ и „зоной доверия“: отношения США и Израиля в свете продолжающегося развития иранской ядерной программы»), INSS Insight, No. 320 (8.3.12) (англ.)
- Amos Yadlin and Yoel Guzanksy, Iran on the Threshold (Амос Ядлин и Йоэль Гужански, «Иран на пороге»), Strategic Assessment, Volume 15, No. 1 (апрель 2012) (англ.)
- Amos Yadlin, «Iran First» or «Syria First»: What Lies between the Iranian and Syrian Crises (Амос Ядлин, «„Сперва Иран“ или „Сперва Сирия“: что разделяет иранский и сирийский кризисы?»), Strategic Assessment, Volume 15, No. 2 (июль 2012) (англ.)
- Amos Yadlin, A Conceptual Framework and Decision Making Model for Israel about Iran (Амос Ядлин, «Концептуальные рамки и модель для принятия решений Израиля в отношении Ирана»), Strategic Assessment, Volume 15, No. 2 (июль 2012) (англ.)
- Amos Yadlin, 5 steps Obama can take to avert a strike on Iran (Амос Ядлин, «5 шагов, которые может предпринять Обама, чтобы предотвратить атаку Ирану»), The Washington Post (18.8.12) (англ.)
- Amos Yadlin and Avner Golov, A Nuclear Iran: The Spur to a Regional Arms Race? (Амос Ядлин, «Ядерный Иран: стимул для региональной гонки вооружений?»), Strategic Assessment, Volume 15, No. 3 (октябрь 2012) (англ.)
- Amos Yadlin and Avner Golov, Direct Talks between Iran and the US on the Iranian Nuclear Program: Not Necessarily Negative (Амос Ядлин, «Прямые переговоры между Ираном и США по поводу иранской ядерной программы: не такая уж и плохая идея»), INSS Insight, No. 379 (25.10.12) (англ.)
- Amos Yadlin, Responding to Iran: It’s a matter of trust (Амос Ядлин, «Ответ Ирану: это вопрос доверия»), The Globe and Mail (12.11.12) (англ.)
- Amos Yadlin, With Resolve, Good Judgment, and Deliberate Speed (Амос Ядлин, «С решимостью и здравым смыслом и без промедлений»), INSS Insight, No. 385 (15.11.12) (англ.)
- Gilead Sher, Amos Yadlin, Mahmoud Abbas' UN Gambit will not Bring Peace (Гилад Шер, Амос Ядлин, «Гамбит Махмуда Аббаса в ООН не приведёт к миру»), INSS Insight, No. 388 (27.11.12) (англ.)
- עמוס ידלין, פרק סיכום בתוך לאחר מבצע עמוד ענן, דצמבר 2012 (Амос Ядлин, раздел «Итог» в сборнике «После операции „Облачный столп“» (ред. Шломо Бром) (декабрь 2012)), ISBN 978-965-7425-41-1 (иврит)
- Amos Yadlin, chapter Conclusion: Israel’s National Security Challenges 2012—2013: The Need for Proactive Policy in Strategic Survey for Israel 2012—2013, (eds. Anat Kurz and Shlomo Brom) (Амос Ядлин, глава «Заключение: Вызовы национальной безопасности Израиля 2012—2013: необходимость в проактивном курсе» в издании «Стратегическое исследование Израиля 2012—2013» (ред. Анат Курц и Шломо Бром, Тель-Авив), INSS (2013) (англ.)
- Amos Yadlin, Confronting Enemy Force Buildup: The Case of Advanced Weaponry for Hizbollah (Амос Ядлин, «Противостояние наращиванию мощи врага: случай продвинутых вооружений „Хезболлы“»), INSS Insight, No. 401 (7.2.13) (англ.)
- עמוס ידלין ואסא כשר דילמת בית הספר לאחיות הארץ, 12.3.13 (Амос Ядлин и Аса Кашер, «Дилемма медучилища», «Га-Арец» (12.3.13)) (иврит)
- עמוס ידלין, אבנר גולוב יציבות משטרים במזרח התיכון: מודל לניתוח ולהערכת סיכוי לשינוי שלטוני, מארס 2013 (Амос Ядлин, Авнер Голов, «Стабильность ближневосточных режимов: модель анализа и оценки вероятности смены власти» (март 2013)), ISBN 978-965-7425-45-9 (иврит)
- עמוס ידלין למשה יעלון: אל תהיה רמטכ"ל-על מעריב-אן-אר-ג'י, 17.3.13 («Амос Ядлин Моше Яалону: не становись дополнительным Начальником Гештаба», «Маарив-NRG» (17.3.13)) (иврит)
- Amos Yadlin, Israel’s Incoming Defense Minister and the Hundred-Day Grace Period (Амос Ядлин, «Вступающий на должность министр обороны Израиля и 100-дневный „льготный период“»), INSS Insight, No. 413 (18.3.13) (англ.)
- Amos Yadlin and Gilead Sher, Unilateral Peace (Амос Ядлин и Гилад Шер, «Односторонний мир»), Foreign Policy (18.3.13) (англ.)
- Amos Yadlin, Emily B. Landau and Avner Golov, If it Comes to Force: A Credible Cost-Benefit Analysis of the Military Option against Iran (Амос Ядлин, Эмили Б. Ландау и Авнер Голов, «Если речь зашла о применении силы: заслуживающий доверия анализ затрат и результатов варианта военного решения конфликта с Ираном (недоступная ссылка)»), Strategic Assessment, Volume 16, No. 1 (апрель 2013) (англ.)
- Amos Yadlin, After the Damascus Attack: Ten Points to Consider (Амос Ядлин, «После атаки в Дамаске: 10 пунктов на рассмотрение»), INSS Insight, No. 424 (12.5.13) (англ.)
- Asa Kasher and Amos Yadlin, Determining Norms for Warfare in New Situations: Between Military Ethics and the Laws of War (Аса Кашер и Амос Ядлин, «Определение норм ведения военных действий в новых ситуациях: между военной этикой и международным гуманитарным правом»), Military and Strategic Affairs, Volume 5, No. 1 (май 2013) (англ.)
- James Cartwright and Amos Yadlin, Israeli or U.S. Action Against Iran: Who Will Do It If It Must Be Done? (Джеймс Картрайт и Амос Ядлин, «Израильская или американская операция против Ирана: Кому это делать, если придётся»), INSS Insight, No. 432 (29.5.13) (англ.)
- Amos Yadlin and Avner Golov, US Military Intervention in Syria: The Broad Strategic Purpose, Beyond Punitive Action (Амос Ядлин и Авнер Голов, «Военная интервенция США в Сирии: широкая стратегическая перспектива, более чем карательная акция»), INSS Insight, No. 459 (29.8.13) (англ.)
- Amos Yadlin and Avner Golov, A United States Attack on Syria: Implications for Israel (Амос Ядлин и Авнер Голов, «Атака США в Сирии: последствия для Израиля»), INSS Insight, No. 460 (1.9.13) (англ.)
- Amos Yadlin, The Disarmament Agreement on Syria’s Chemical Weapons, Act I: A Win-Win Situation? (Амос Ядлин, «Договор о разоружении в отношении сирийского химического оружия, акт первый: беспроигрышная ситуация?»), INSS Insight, No. 467 (17.9.13) (англ.)
- Amos Yadlin, Yes to Negotiations, Yes to an Agreement — an Agreement that, even if Violated, Distances Iran from the Bomb (Амос Ядлин, «Да — переговорам, да — соглашению, но такому соглашению, которое даже в случае его нарушения отдалит Иран от бомбы (недоступная ссылка)»), INSS Insight, No. 469 (29.9.13) (англ.)
- Amos Yadlin and Avner Golov, Four Possible Deals With Iran (Амос Ядлин и Авнер Голов, «Четыре возможные сделки с Ираном»), Wall Street Journal (15.10.13) (англ.)
- Amos Yadlin and Avner Golov, If Attacked, How Would Iran Respond? (Амос Ядлин и Авнер Голов, «Как отреагирует Иран в случае атаки»), Strategic Assessment, Volume 16, No. 3 (октябрь 2013) (англ.)
- Amos Yadlin, Guaranteeing that an Initial Deal with Iran Does Not Become the Final Deal (Амос Ядлин, «Гарантируя, что изначальная сделка с Ираном не станет окончательной сделкой»), INSS Insight, No. 484 (13.11.13) (англ.)
- Amos Yadlin, The Geneva Agreement: Neither a «Historic Agreement» nor a «Historic Failure» (Амос Ядлин, «Женевское соглашение: ни „историческое соглашение“, ни „исторический провал“»), INSS Insight, No. 489 (27.11.13) (англ.)
- Amos Yadlin and Avner Golov, Regime Stability in the Middle East: An Analytical Model to Assess the Possibility of Regime Change (Амос Ядлин и Авнер Голов, «Стабильность режимов на Среднем Востоке: аналитическая модель для оценки возможности смены режима (недоступная ссылка)»), Memorandum No. 131 (декабрь 2013), ISBN 978-965-7425-55-8 (англ.)
- Amos Yadlin, chapter Conclusion: A Time for Decisions: Toward Agreements and Alternative Plans in Strategic Survey for Israel 2013—2014, (eds. Shlomo Brom and Anat Kurz) (Амос Ядлин, глава «Заключение: Время для решений: к соглашениям и альтернативным планам (недоступная ссылка)» в издании «Стратегическое исследование Израиля 2013—2014» (ред. Шломо Бром и Анат Курц, Тель-Авив), INSS (2014) (англ.)